# Іберо-американський інститут
52°30′24″ пн. ш. 13°22′11″ сх. д. / 52.5067° пн. ш. 13.3697° сх. д.

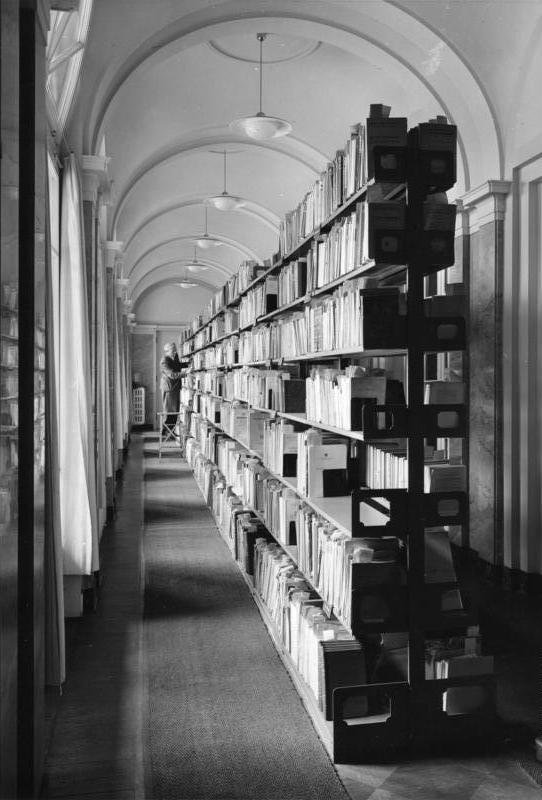
Іберо-американський інститут, бібліотека (1958)

Іберо-американський інститут Фундації прусської культурної спадщини (нім. Ibero-Amerikanische Institut Preußischer Kulturbesitz, ісп. Instituto Ibero-Americano Patrimonio Cultural Prusiano, скорочено IAI) — німецький інтердисциплінарний центр наукового і культурного обміну з країнами Латинської Америки, Іспанією, Португалією та країнами Карибського регіону. Інститут розташований у Берліні неподалік від Потсдамської площі за адресою Потсдамська вулиця 37 в одному приміщенні з Державною Бібліотекою. Заснований 1930 року.

## Структура і фонди
Інститут складається з таких відділів: бібліотека, відділ приватних архівів, відділ спеціальних колекцій та проектів та відділ центральних служб. Інститут є одним з найважливіших в Європі центрів дослідження Латинської Америки та країн Іберійського півострова.
До фондів інституту входять такі спеціальні колекції: Фонотека: тут представлена колекція аудіо- та відеоматеріалів з іспаномовних та португаломовних країн Європи і Америки. Колекція складається з 15 000 вінілових платівок, 2 000 синглів, 1 000 грамофонних платівок, 4500 компактдисків, 900 аудіокасет та 1200 аудіобобін.
Колекція мап: З 1957 інститут збирає карти Латинської Америки та Іберійського півострова. Колекція складається з 68550 друкованих та 80 рукописних карт, а також 1348 атласів. Більша частина колекції — історичні карти.
Архів зображень та діатека: колекція заснована 1973 року. Фонди складаються з 60 000 фотографій та 22 000 діапозитивів.
Архів газетних вирізок: З 1930 року в інституті збирають газетні вирізки про країни Латинської Америки та Іберійського півострова. Колекція складається з 300 000 газетних вирізок. У 1990 році до фондів інституту додалися колекції розформованих Інституту міжнародної політики НДР та Німецького інституту новітньої історії (разом 76 000 вирізок). З 1999 року інститут припинив займатися колекціонуванням газетних вирізок.